# Borya
Borya is een geslacht uit de familie Boryaceae. De soorten komen voor in Australië.

## Soorten
- Borya constricta Churchill
- Borya inopinata P.I.Forst. & E.J.Thomps.
- Borya jabirabela Churchill
- Borya laciniata Churchill
- Borya longiscapa Churchill
- Borya mirabilis Churchill
- Borya nitida Labill.
- Borya scirpoidea Lindl.
- Borya septentrionalis F.Muell.
- Borya sphaerocephala R.Br.
- Borya stenophylla M.D.Barrett
- Borya subulata G.A.Gardner